# Сборная Брунея по футболу
Сборная Брунея по футболу — национальная футбольная команда Брунея. Сборная управляется Футбольной ассоциацией Брунея. Сборная Брунея никогда не принимала участия в финальных стадиях чемпионата мира и Кубка Азии. Команда была основана в 1959 году, присоединилась к ФИФА в 1969. Главными соперниками команды считаются сборные Малайзии и Филиппин.

## Приостановление членства в ФИФА
Членство футбольной ассоциации Брунея (Football Association of Brunei Darussalam (BAFA) было приостановлено ввиду вмешательства правительства в её дела, начавшегося с решения брунейских властей в декабре 2008 распустить BAFA и заменить её новой федерацией. Приостановление вступило в силу немедленно. Это привело к тому, что брунейский клуб DPMM более не мог принимать участие в играх сингапурской лиги S-League. Эта мера длилась, пока BAFA не была восстановлена правительством.
19 марта 2010, после того как с сентября 2009 никаких действий не было предпринято исполнительный комитет, ФИФА согласился с решением представить на следующем конгрессе предложение исключить футбольную ассоциацию Брунея (BAFA), если она не будет восстановлена правительством. ФИФА вынесла предупреждение, что если представители BAFA не явятся на конгресс ФИФА 9-10 июня в Южной Африке, чтобы обсудить условия приостановки, BAFA будет исключена. Бруней был восстановлен в правах 31 мая 2011.

## Чемпионат мира
- С 1930 по 1982 — не принимала участие.
- 1986 — не прошла квалификацию.
- С 1990 по 1998 — не принимала участие.
- 2002 — не прошла квалификацию.
- С 2006 по 2010 — не принимала участие.
- 2014 — дисквалифицирована
- С 2018 по 2026 — не прошла квалификацию

## Кубок Азии
- С 1956 по 1968 — не принимала участие.
- 1972 — не прошла квалификацию.
- 1976 — не прошла квалификацию.
- 1980 по 2000 — не принимала участие.
- 2004 — не прошла квалификацию.
- 2007 — не принимала участие.
- 2011 — 2027 — не прошла квалификацию

## Чемпионат АСЕАН по футболу
| Чемпионат АСЕАН по футболу | Чемпионат АСЕАН по футболу            | Чемпионат АСЕАН по футболу | Чемпионат АСЕАН по футболу | Чемпионат АСЕАН по футболу | Чемпионат АСЕАН по футболу | Чемпионат АСЕАН по футболу | Чемпионат АСЕАН по футболу |
| Год                        | Раунд                                 | И                          | В                          | Н                          | П                          | ГЗ                         | ГП                         |
| -------------------------- | ------------------------------------- | -------------------------- | -------------------------- | -------------------------- | -------------------------- | -------------------------- | -------------------------- |
| 1996                       | Групповой раунд                       | 4                          | 1                          | 0                          | 3                          | 1                          | 15                         |
| 1998                       | Не прошла квалификацию                | -                          | -                          | -                          | -                          | -                          | -                          |
| 2000                       | Снялась с соревнования                | -                          | -                          | -                          | -                          | -                          | -                          |
| 2002                       | Не принимала участие                  | -                          | -                          | -                          | -                          | -                          | -                          |
| 2004                       | Не принимала участие                  | -                          | -                          | -                          | -                          | -                          | -                          |
| 2007                       | Не прошла квалификацию                | -                          | -                          | -                          | -                          | -                          | -                          |
| 2008                       | Не прошла квалификацию                | -                          | -                          | -                          | -                          | -                          | -                          |
| 2010                       | Членство приостановлено               | -                          | -                          | -                          | -                          | -                          | -                          |
| 2012                       | Не прошла квалификацию                | -                          | -                          | -                          | -                          | -                          | -                          |
| Всего                      | Наивысшее достижение: Групповой раунд | 4                          | 1                          | 0                          | 3                          | 1                          | 15                         |